# Plasmodium vivax
Plasmodium vivax is een eencellige die de oorzaak is van de meest voorkomende en wijd verspreide vorm van goedaardige, maar steeds terugkerende malaria. Het is een van de vijf Plasmodium -soorten die malaria bij de mens veroorzaken. P. vivax wordt verspreid door de vrouwtjes van Anopheles. 
De incubatietijd van P. vivax in de mens bedraagt twaalf tot zeventien dagen. Een infectie met P. vivax resulteert zelden in een ernstige vorm van malaria, een zeldzame complicatie is een miltruptuur, wat tot de dood kan leiden. Wel is bekend dat P. vivax een fase heeft waarin het latent aanwezig kan zijn, de zogenaamde hypnozoïet in de levercel. Hierdoor kan een aanval van malaria soms jaren na besmetting nog optreden.
Plasmodium falciparum · Plasmodium knowlesi · Plasmodium malariae · Plasmodium ovale · Plasmodium vivax